# Sào Lạt vương phi Dương thị
Sào Lạt vương phi Dương thị (chữ Hán: 巢剌王妃楊氏), không rõ tên, nguyên từng là Vương phi của Tề vương, cải Sào Lạt vương Lý Nguyên Cát, rồi trở thành một Thứ phi không chính thức của Đường Thái Tông Lý Thế Dân. Bà sinh ra Hoàng thập tứ tử Tào vương Lý Minh.

## Tiểu sử
Tra Cựu Đường thư, Hậu phi truyện, không có ghi lại cuộc đời Dương thị, chỉ khi liệt kê các Hoàng tử của Đường Thái Tông, thấy một câu ["Dương thị sinh Tào vương Minh"; 杨氏生曹王明]. Căn cứ truyện về Tể tướng triều Đường Cao Tổ là Dương Cung Nhân trong Cựu Đường thư, Dương thị là hậu duệ Tông thất nhà Tùy, là "Tòng chất nữ" (从侄女) - cháu gái cùng ông cố (Tằng tổ phụ; 曾祖父) của hai anh em Cung Nhân và Sư Đạo. Như vậy mà nói, Dương thị cũng xuất thân từ đại gia tộc Hoằng Nông Dương thị (弘農楊氏) danh giá, dòng dõi hoàng gia nhà Tùy như nhiều hậu phi của nhà Đường, trong đó có Nguyên Hiến Dương Hoàng hậu.
Trước khi trở thành Thứ phi của Lý Thế Dân, Dương thị là Vương phi của Lý Nguyên Cát, nhưng không rõ có sinh cho Nguyên Cát người con nào hay không. Năm Vũ Đức thứ 9 (626), phát sinh Sự biến Huyền Vũ môn, Lý Nguyên Cát bị Lý Thế Dân giết chết, cả năm con trai đều bị đem đi xử tử, song nữ quyến của Nguyên Cát không rõ bị xử lý như thế nào. Căn cứ mộ chí của Quy Nhân huyện chúa (归仁县主) - con gái thứ xuất của Lý Nguyên Cát, có thể thấy Dương thị từng cùng mẹ của Huyện chúa cùng nhau nuôi nấng cô. Lại căn cứ mộ chí của Tân Dã huyện chúa (新野县主) - con gái thứ sáu của Lý Nguyên Cát, thì Huyện chúa đã được Lý Thế Dân "Ân đãi thâm hậu", cho nên có thể hình dung toàn bộ nữ quyến của nhà Lý Nguyên Cát về sau hẳn đã có đãi ngộ tốt, khiến hai cô con gái đều trở thành Huyện chúa, gả đi theo tiêu chí hoàng thất. Dương thị ở lúc ấy có khả năng cùng thiếp thất, nữ nhi của Lý Nguyên Cát hoàn toàn đi vào trong cung đình Trường An mà sống, nhưng bởi vì tư liệu lịch sử khuyết thiếu, bà ở khi nào và bằng cách nào trở thành hậu cung của Lý Thế Dân, toàn không thể khảo.
Căn cứ chút ít tư liệu của Tân Đường thư cùng Tư trị thông giám, Dương thị được ["Nhận sủng từ Thượng"; 有寵於上] và ["Đế rất sủng"; 帝宠之]. Sau khi Văn Đức Thuận Thánh Hoàng hậu Trưởng Tôn thị băng, Lý Thế Dân đã muốn "mau chóng" lập Dương thị làm Hoàng hậu. Ngay khi đó, một người từng nhận sự giúp đỡ của Trưởng Tôn hoàng hậu là Ngụy Trưng, liền khẳng khái ngăn cản, lấy ví dụ về Thần Doanh khi xưa mà khuyên can. Khoảng năm Trinh Quán thứ 16 (642), Lý Nguyên Cát được truy tặng Sào vương, thụy hiệu là Lạt, do đó Dương thị gọi là Sào vương phi theo huy hiệu của chồng. Nhưng mà Lý Thế Dân cũng không ghi nhận chính thức sách phong Dương thị làm phi tần chính thức, chỉ biết từ khoảng trước khi Trưởng Tôn hoàng hậu qua đời 1 năm, Dương thị đã hạ sinh Hoàng thập tứ tử Lý Minh (李明). Dương thị từ nay về sau không được đề cập đến nữa, cuối cùng cũng không có chôn cùng Lý Thế Dân tại Chiêu lăng.
Còn như riêng về Lý Minh, năm Trinh Quán thứ 21 (647) liền được Thái Tông tấn phong Tào vương, cấp làm con thừa tự cho Lý Nguyên Cát, trong khi hai sách Đường thư đều nói người hạ chỉ là Đường Cao Tông Lý Trị.